# Beilstein (Heilbronni járás)
Beilstein település Németországban, azon belül Baden-Württembergben. Lakosainak száma 6422 fő (2023. december 31.).

## Népesség
A település népessége az elmúlt években az alábbi módon változott:
| Lakosok száma | 2934 | 3439 | 3721 | 4855 | 5343 | 6225 | 6092 | 6149 | 6161 | 6422 |
|               | 1961 | 1968 | 1974 | 1981 | 1988 | 1994 | 2001 | 2008 | 2014 | 2023 |